# باالون
باالون (به فرانسوی: Baâlons) یک کمون (فرانسه) در فرانسه است که در canton of Omont واقع شده‌است. باالون ۱۴٫۷۲ کیلومتر مربع مساحت دارد ۲۲۰ متر بالاتر از سطح دریا واقع شده‌است.